# Чурута Валентин Павлович
Валенти́н Па́влович Чуру́та (15 квітня 1977, с. Хрущівка, Золотоніський район, Черкаська область, Українська РСР — 30 червня 2014, м. Щастя, Жовтневий район Луганська, Луганська область, Україна) — солдат батальйону «Айдар», учасник російсько-української війни.

## Життєвий шлях
Народився 1977 року в с. Хрущівка на Черкащині, в родині виховувалось троє дітей. Мешкав у м. Золотоноша. Учасник Євромайдану.
З травня 2014-го — доброволець, номер обслуги 24-го батальйону територіальної оборони Луганської області «Айдар». Брав участь у визволенні міста Щастя.
30 червня 2014 перебував на спостережному пункті на правому фланзі розташування батальйону біля селища Металіст. Близько 17:00 дозорна група потрапила під мінометний обстріл. Поранених винесли та евакуювали під снайперським і кулеметним вогнем. Солдат Чурута зазнав вогнепальних осколкових поранень м'яких тканин голови та шиї, вже у пораненого поцілив снайпер. Доставлений до Центральної районної лікарні у місто Щастя, але від отриманих поранень помер.
«Айдарівці» помстилися за смерть побратима — артилерійським ударом по розвіданих позиціях терористів знищили 12—15 одиниць живої сили, російські БРДМ, 2 бронетранспортера, зенітну установку «Шилка».
Похований 3 липня на міському цвинтарі Золотоноші.
Залишились батьки, сестра, дружина та двоє дітей, — син і донька.

## Нагороди та вшанування
- За особисту мужність і високий професіоналізм, виявлені у захисті державного суверенітету та територіальної цілісності України, вірність військовій присязі нагороджений орденом «За мужність» III ступеня (27.06.2015, посмертно)[2].
- Нагороджений почесною відзнакою облради «За заслуги перед Черкащиною» (липень 2014, посмертно)[3].
- У м. Золотоноша вулицю Чапаєва перейменовано на вулицю Валентина Чурути[4].